# Набат (конфедерація анархістських організацій України)
«Набат» — об'єднання анархістів, що діяли в Україні в 1918—20 роках з метою активізації анархістського руху та здійснення ідей анархізму. Створена після падіння влади гетьмана П.Скоропадського на конференції в Курську 12—16 листопада 1918. В її роботі взяли участь представники протилежних течій в анархізмі — анархо-синдикалісти та анархо-комуністи, які посідали провідне місце в конфедерації. До керівного органу обрано В. Воліна, М. Мрачного, А. Которовича, Й. Гутмана та Я. Суховольського. Конфедерація не охопила всі анархістські групи в Україні, куди переїхало багато анархістів з Росії після їх розгрому радянською владою в квітні 1918. Конфедерація мала у своїх лавах летучу групу по організації терору і повстань в Україні, але займалася переважно агітаційно-пропагандистською роботою. Десятки місцевих газет «Набат», брошури, листівки та прокламації пропагували ідеї безвладного комуністичного суспільства. Конфедерація покладала великі надії на реалізацію своїх планів на масовий селянський повстанський рух — махновщину, з якою встановила зв'язки в січні 1919. З виникненням у серпні 1919 Революційної повстанської армії України (махновців) «набатівці» спробували не лише поширювати свої ідеї серед особового складу армії, а й підпорядкувати собі повстанців та їхнього ватажка Нестора Махна. «Батько» скептично поставився до «набатівців». Проте він довірив очолювати її керівникам Реввійськраду: 1919 — В.Воліну, а 1920 — А.Барону. Коли керівники конфедерації побажали підпорядкувати «батька» собі, той вигнав В.Воліна і А.Барона зі своєї армії. На 3-й конференції «Набата», що проходила з 3 по 8 вересня 1920, Н.Махна піддали нищівній критиці й заявили, що він не є анархістом. Тоді ж анархісти вирішили розпочати рішучу боротьбу проти радянської влади і перевести конфедерацію на нелегальне становище. Упродовж громадянської війни в Україні 1917—1921 конфедерація була нерозривно пов'язана з махновщиною й дублювала її дії. Коли в жовтні 1920 махновці уклали угоду з більшовиками для боротьби з П.Врангелем, анархісти знову повернулися до Махна, де їм дозволяли агітацію своїх ідей. Після розгрому П. Врангеля Червона армія 26 листопада 1920 приступила до ліквідації махновщини. Це означало й крах анархізму в Україні. До 1 жовтня 1921 конфедерація та самостійні українські анархістські групи були ліквідовані.